# Вортигонты
Вортигонты (англ. Vortigaunts), ранее известные как инопланетные рабы (англ. Alien slaves), — вымышленная раса разумных внеземных существ из серии игр Half-Life производства Valve Corporation. В Half-Life и трёх её дополнениях вортигонты встречаются игроку в качестве враждебных неигровых персонажей и изображены как порабощённая раса из пограничного мира Зен (англ. Xen), подчиняющаяся существу, именуемому Нихилант (англ. Nihilanth). После Семичасовой войны, на момент начала сюжетной линии Half-Life 2, вортигонты освободились из рабства и вошли в противостоящую Альянсу подпольную организацию — Сопротивление.
Вортигонты показаны как очень социализированная раса с развитой культурой, а также имеющая традиции в поэзии и музыке. Вортигонты также обладают способностью генерировать электроэнергию без использования каких-либо искусственных приспособлений. Эта возможность используется ими для атак, подпитки электрооборудования и других функций.
Данные вымышленные существа получили ряд критических отзывов по итогам их различных появлений в играх серии. В то время как критики приветствовали их графическое изображение в Half-Life и её продолжениях, искусственный интеллект персонажей считался рудиментарным по сравнению с ним же у врагов-людей. Рецензенты нашли превращение вортигонтов в союзников игрока в Half-Life 2 интригующим, а также отметили, что пришельцы были интересными для игроков тем, что с ними можно было сражаться на одной стороне в Episode Two, но элементы их истории в Episode One принесли разочарование. В дополнение к своей роли в серии Half-Life вортигонты были адаптированы для производства машиним, также на их основе Valve была выпущена плюшевая игрушка.

## Создание персонажей

Двое вортигонтов атакуют игрока электричеством в дополнении Blue Shift

Первоначально вортигонты планировались для Half-Life в качестве враждебных неигровых персонажей, которых игрок должен в итоге расположить к себе в качестве союзников и возглавить их восстание. Эта идея, однако, оказалась непрактичной и была оставлена в пользу сохранения концепции вортигонтов как противников. Идея вновь появилась в Half-Life 2, в которой представители расы стали активными союзниками игрока. Вортигонты в Half-Life 2 изначально должны были быть полностью интегрированы в Сити-17, где находились бы наряду с людьми под властью Альянса. Осуществление этого, однако, не было достигнуто: в связи с акцентом на развитие городского боя ресурсов для достижения этой цели не оказалось. Несмотря на то что активных вортигонтов в городе довольно мало, разработчики решили разместить их в гораздо большем количестве в тех моментах игры, где действие происходит в деревнях, окружающих город. Несколько вортигонтов было помещено в город с целью намёка на сюжетную арку, связанную с этими существами, которая произойдёт в игре позже.
В середине Half-Life 2 игрок становится свидетелем сцены с умершим вортигонтом в тюрьме. Изначально разработчики собирались показать этого вортигонта в качестве союзника персонажа, который, если игрок спасёт его, будет сражаться против вражеских персонажей вместе с игроком. Разработчикам понравилась эта идея, но было уже слишком поздно для попытки ввести её в игру. Тем не менее идея была сохранена для использования в Episode Two. Эта концепция была позднее продемонстрирована в трейлере к Episode Two, показанном на Games Convention в 2006 году.
Луис Госсет-младший озвучивал вортигонтов в Half-Life 2 и был выбран для этого отчасти в связи с его ролью пришельца в фильме «Враг мой». В Episode Two вортигонтов озвучил Тони Тодд. Valve должны были определить, соответствуют ли особенности нового голоса вортигонтам в Episode Two, поскольку это могло испортить атмосферу игры. Тем не менее они закрепили новый голос для диалогов вортигонтов с целью улучшения той части игры, в которой игрок сопровождается вортигонтами. Графическая концепция вортигонтов как для Half-Life, так и для Half-Life 2 была разработана художниками Даби Энгом и Чаком Джонсом.
По словам сценариста серии Марка Лэйдлоу, одной из самых важных целей в Episode Two было расширить образ вортигонтов как именно персонажей, а не просто «поставщиков багбэйтов или зеновских коанов». Таким образом, Valve добавила новые модели поведения, новую анимацию и новое озвучивание вортигонтов. Для Episode Two были рассмотрены несколько ответвлений сюжетной линии, включая возможность выбора между позволением вортигонту избежать захвата ценой поимки самого протагониста или оставить вортигонта позади, а также момент, в котором игрок должен был бы выбирать между спасением вортигонта или другого дружественного персонажа-человека. Однако эти идеи с целью простоты привязки сюжета к одному персонажу-помощнику не были реализованы. Другие материалы, вырезанные из игры, включают в себя технологию Альянса под названием «ворти-клетки» (англ. Vorti-Cells), которая должна была выкачивать силы из пленных вортигонтов в Сити 17. Игрок мог освободить вортигонтов от этих устройств, чтобы получить их помощь. Позже эта идея была возвращена в приквеле Half-Life 2 — Half-Life: Alyx, где освобождение одного из вортигонтов из подобной клетки, питающей тюрьму Альянса, и отключение им других подобных устройств является важной частью сюжета.

## Обзор

### Физиология
Внешне вортигонты являются прямоходящими существами на двух ногах и с тремя руками, две из которых имеют стандартное (как у человека) размещение, третья же находится в центре груди. Эта дополнительная конечность может быть также найдена у других представителей цивилизации Зена, включая контроллеров пришельцев, грантов и лидера расы Нихиланта. Сходство также обнаруживается в красно-оранжевых глазах и загибающихся назад ногах. Вортигонты имеют крапчатую зелено-коричневую кожу, острые зубы и когтистые конечности. По бокам головы у них находятся два (в Half-Life: Alyx — четыре) трубкообразных образования, которые, если верить названию этой части модели вортигонта в редакторе моделей, являются ноздрями. Вортигонты немного сгорблены, и на их лице выделяется большой красный глаз, окружённый пятью маленькими. В Half-Life 2 видно только три маленьких глаза вокруг большого, остальные просто отсутствуют.
Рацион вортигонтов неизвестен, однако в Half-Life 2 и эпизодах некоторые из них жарят на костре хедкрабов. В «Восточной Черной Мезе» можно мельком увидеть вортигонта-повара, пробующего суп. Также, сумасшедший вортигонт в Half-Life: Alyx поедает сырые железы хедкрабов.

### Интеллект и культура
Вортигонты — высокоинтеллектуальные и социальные существа. На протяжении всей серии Half-Life вортигонты обычно передвигаются группами, используя осмысленные стратегии во время сражений. Когда они встречают более подготовленного врага, обычно отступают и, если возможно, пытаются собраться в группу с другими для совместного отражения атаки. У вортигонтов есть свой способ общения. В 8-й главе Half-Life 2 «Песчаные ловушки» вортигонт рассказывает Гордону, что они умеют общаться сменой потоков за счёт вортальных способностей, но также знают и как минимум один человеческий язык. Вортигонты говорят немного странно, используя сильно устаревшие слова. Примечательно, что о самом себе вортигонт периодически говорит во втором или третьем лице (в Half-Life: Alyx — только в первом). К примеру, в одном эпизоде вортигонт приглашает Фримена следовать за собой, говоря: «Идите за ним!», а затем «Иди за нами!» (англ. «follow this one»). Также в Episode Two вортигонт, поступающий под командование игрока, говорит: «Распоряжайся телом сим как знаешь» (англ. «Command this one as you wish»).
Краткий проблеск культуры вортигонтов можно увидеть в их случайных разговорах в Half-Life 2 и в сценах оригинальной Half-Life. В первой части вортигонты были порабощённым видом, используемым на фабрике в качестве рабочих и солдат. Основываясь на комментариях «всезнающего вортигонта», можно сказать, что, по-видимому, раса Ворт порабощена уже множество поколений и рабство сформировало основные положения истории вортигонтов и их культуры. В Half-Life 2 три вортигонта делают намёки на их видовую культуру. Вортигонты имеют много традиций, включая очевидные устные традиции передачи поэзии и песен от поколения к поколению. Они верят в связь жизненной силы с тем, что они называют «вортэссенция» (англ. vortessence), что может быть даже религией или убеждением.
Во втором эпизоде сообщается, что вортигонты разводили муравьиных львов (львиноводство) наподобие пчёл в подземных ульях. Судя по тональности диалогов, это занятие занимало значительное место в их культуре и пользовалось большим уважением. Вортигонты получали от них много полезного сырья, но больше всего ценился некий «личиночный экстракт», вырабатываемый личинками муравьиных львов в сотах. Экстракт обладает необычными свойствами; с его помощью вортигонты смогли исцелить Аликс Вэнс.

### Общение
Несмотря на то что у вортигонтов есть собственный язык, к моменту начала событий Half-Life 2 они научились говорить и на человеческом языке. Лица вортигонтов не могут так ярко отражать эмоции, как лица людей; вместо этого они используют разнообразные жестикуляции. Там, где человек кивал или качал бы головой, вортигонт совершает различные движения позвоночником. В 8-й главе Half-Life 2 есть эпизод, где вортигонты говорят на непонятном языке. Один из них это объяснил так: «Мы озвучиваем общение из вежливости. Разумеется, когда не говорим о вас плохо».

### Атакующие и защитные способности
В Half-Life и её дополнениях вортигонты являются обычными врагами, как в исследовательском центре, так и в своём измерении Зен. Несмотря на то что они обычно атакуют агрессивно, вортигонты часто становятся пугливыми после потерь или ранений и пытаются убежать. У них два типа атаки: медленный набор энергии и выстрел зелёным лучом (урон — 10 единиц здоровья), а в ближнем бою они борются когтями (урон — 5 единиц).
В Half-Life все вортигонты носят зелёные кольца на шее и запястьях. Последующие события показывают, что с помощью этих ошейников и браслетов они контролируются своим хозяином Нихилантом. В первой части вортигонты часто поддерживают пехотинцев пришельцев.
В бонусном уровне дополнения Half-Life: Decay и в неофициальной модификации Half-Life — Point of View — игрок играет за вортигонта и может вытягивать из врагов энергию для пополнения здоровья.

## Роль в продолжениях и спин-оффах

### Half-Life: Decay
В официальном дополнении Half-Life: Decay игроки, получившие высший ранг во всех миссиях, открывают дополнительную миссию «Xen Attacks», где оба игрока играют за вортигонтов. Игроки контролируют «субъектов-трутней» Х-8973 и R-4913. Нихилант приказал им вернуть кристаллы, украденные из Зена научной командой из «Чёрной Мезы». Оба вортигонта способны восстанавливать жизнь, атакуя врагов или объекты.

### Half-Life 2
В Half-Life 2 Гордон Фримен снова встречает этих существ. В этот раз они помогают повстанцам в борьбе против Альянса. В период между двумя играми вортигонты стали свободны от их хозяина Нихиланта, и большинство оказавшихся на Земле присоединились к Сопротивлению. Также выясняется, что вортигонты способны использовать свою электрическую атаку и в мирных целях — посредством синего луча энергии (зелёных сфер в Episode Two) они могут заряжать батареи защитного костюма и питать электрические цепи. Вортигонты доверяют Гордону Фримену, поскольку он освободил их от рабства.
Тем не менее, не все вортигонты были освобождены. В первой главе «Прибытие» можно увидеть вортигонта под контролем Альянса. Одетый в ошейник и браслеты, похожие на те, что были в Half-Life, он убирает мусор на железнодорожном вокзале в Сити 17. В Нова Проспект можно увидеть труп вортигонта. Аликс сообщает, что Сопротивление узнало о Нова Проспект через телепатическую связь с захваченными в плен вортигонтами.

### Episode One и Episode Two
В начале Half-Life 2: Episode One группа вортигонтов не даёт G-Man'у подойти к Гордону Фримену и спасает его и Аликс от неминуемой смерти после взрыва телепорта в Цитадели, перемещая их обоих к её подножию — что показывает вортигонтов более могущественными, чем казалось ранее, даже с точки зрения противостояния G-Man’у, чья сила до этого момента могла показаться безграничной. Примечательно, что в этой сцене вортигонты окружены фиолетовым полем, сходным с тем, что появляется в сцене спасения Аликс в Half-Life 2: Episode Two после того, как вортигонты приняли личиночный экстракт, который, судя по всему, значительно расширяет их возможности на короткое время.
Большую роль вортигонты играют в Half-Life 2: Episode Two. Около заброшенной шахты, носящей название «Шахта Победы», на Гордона и Аликс нападает охотник (мини-страйдер) Альянса, который наносит тяжёлые ранения Аликс. Гордона освобождает вортигонт из-под завала и вызывает своих соплеменников, чтобы спасти Аликс. Вортигонт утверждает, что в шахтах их ждёт помощь.
В сцене боя вортигонты сражаются, снова используя электрические лучи. В Episode Two вортигонты показывают приёмы атаки и защиты, ранее не применявшиеся при Гордоне: они собирают шар зелёной энергии в руках и швыряют его об землю, образуя ударную волну, которая оглушает или ранит ближайших врагов.
В той же Episode Two описывается особый вид способности вортигонтов — вортальное кольцо. Для этого вортигонты используют личиночный экстракт, добываемый в гнезде муравьиных львов. С помощью вортального кольца вортигонты излечивают серьёзное ранение Аликс Вэнс. Это состояние вортигонтов называется «глубокое погружение в Ворт».
В Белой Роще ближе к концу Episode Two игроку встречается вортигонт-учёный Урия (названный разработчиками в честь персонажа романа «Дэвид Копперфильд») — ассистент Магнуссона, одетый в белый лабораторный халат.

### Half-Life: Alyx
В Half-Life: Alyx, предыстории Half-Life 2, большинство вортигонтов пленены Альянсом и используются в качестве источника энергии для питания тюрьмы, в которой содержится мощное оружие. С одним из немногих на тот момент свободных вортигонтов встречается Аликс на пути к своему отцу Илаю. До встречи он оставлял Аликс непонятные сообщения, по которым она добралась до его убежища. У пришельца травма мозга, из-за которой он потерял связь с «ворт-сущностью», и не слышит своих собратьев. Из-за одиночества он немного свихнулся, и ведёт себя странно, но оказывает радушный приём Аликс (и даже предлагает ей подкрепиться сырым хедкрабом). Он просит Аликс освободить его сородичей, и позднее спасает Илая.
Из его слов становится понятно, что вортигонты способны видеть будущее (либо судьбы определённых людей) — путая настоящее и будущее, он несколько раз оговаривается о грядущей смерти Илая, о том, что Аликс так или иначе удастся освободить вортигонтов, и туманно предсказывает некоторые сюжетные события.

## «Всезнающий вортигонт»
В конце главы «Водная преграда» (карта d1_canals_13) в Half-Life 2 Фримен уничтожает преследующий его боевой вертолёт. Пробравшись на площадку, с которой взлетел вертолёт, игрок может заметить два дренажных тоннеля в скале слева, на одном из которых отогнута решётка. Запрыгнув в этот тоннель и пробежав через радиоактивную лужу, игрок попадает в подземную пещеру, где находится вортигонт.
Вортигонт жарит хедкраба на костре и поёт, иногда прерываясь, чтобы покашлять или отдышаться. Если обратить на себя его внимание, тот заговорит с игроком, выдавая множество реплик, относящихся к Чёрной Мезе, Зену, Гордону, Нихиланту и другим темам.
Аналогичный персонаж-«пасхалка» присутствует в Portal 2: если в 5-й главе «Визит вежливости» спасти турель, лежащую на конвейере, от попадания в печь, та выдаст реплику, отсылающую к GLaDOS и к тому, что с ней произойдёт по ходу действия игры.

## Отражение в других видах искусства
Использование приложений-«песочниц», таких как Garry’s Mod, позволило вортигонтам появиться в различных веб-комиксах и машинимах. Например, в комиксе «Гражданин: полужизнь и смерть Гордона Фромана» невозможность для игрока атаковать союзных неигровых персонажей, таких как вортигонты в Half-Life 2, приводит к повторяющимся смешным ситуациям, когда главный герой Гордон Фроман постоянно пытается стрелять по вортигонтам ввиду их роли врагов в первой Half-Life. В конечном итоге это оборачивается против него же, так как когда вортигонты попытаются спасти Фромана из разрушающейся Цитадели, его враждебный настрой заставляет их просто оставить его на произвол судьбы. В машинимах вортигонты часто оказывались в роли второстепенных персонажей, таких как дворники под юрисдикцией Альянса.

## Культурное влияние

### Товары
Образ вортигонтов оказался достаточно популярным, чтобы вдохновить создание плюшевой игрушки на его основе. Дизайн игрушки был разработан Даби Энгом, её продажа и дистрибуция осуществлялись через интернет-магазин Valve. Игрушка была выпущена в декабре 2006 года, незадолго до Рождества, поэтому плюшевый вортигонт был снабжён сделанной в одном с ним масштабе шляпой Санта-Клауса. Отзывы о плюшевой игрушке были благосклонными, игрушка хвалилась как прочная, также положительные отзывы были посвящены её артикуляции и детализации.

### Реакция критики
Вортигонты получили разнообразные отзывы от критиков как враги и как союзные неигровые персонажи. Вортигонты и действующие с ними вместе чужеродные враги в Half-Life были положительно отмечены как «памятные враги», которые «действительно выглядят как органические существа», и были названы имеющими «страшное» естество. Работа по озвучиванию этих пришельцев была также высоко оценена. Тем не менее искусственный интеллект внеземных неигровых персонажей (и вортигонтов в том числе) у критиков считался более слабым, чем у врагов-людей в игре, которые, вместо того чтобы просто пробежать после игрока через дверь, бросали гранаты, чтобы уничтожить игроков, в то время как, согласно рецензии на IGN, вершиной совместной работы среди пришельцев была просто группировка пришельцев, находящихся в одной комнате и атакующих в одном направлении. Превращение вортигонтов из вражеских персонажей в союзников в Half-Life 2 было описано рецензентами как «интригующее»; в рецензии PC Zone, в частности, говорилось о том, что вортигонты были одними из самых интересных персонажей в игре, играя роль «кого-то между Йодой и ET».
Краткое появление вортигонтов в Episode One вызвало смешанную реакцию у критиков. Некоторые обозреватели обнаружили часть сюжета, в которой вортигонты спасают Аликс и Гордона из верхней части Цитадели, запутанной — в рецензии на IGN отметили, что это просто «странно» и не помогает дать ответы на вопросы сюжета. Другие рецензенты нашли участие вортигонтов разочарованием: рецензия GameSpot описывала то же событие как «невероятную отговорку» для спасения Аликс и удаление G-Man'а из остальной части игры. Роль вортигонтов в Episode Two получила большее одобрение со стороны критиков, которые описывали момент, когда вортигонты сопровождают игрока в ранней части игры, как «великую радость от того, что можно сражаться вместе», восхваляя их улучшенный искусственный интеллект и отмечая, что «тот факт, что они не пытаются сложно имитировать реальных людей», существенно помог презентации вортигонтов. Кроме того, изменения, внесённые во внешность и поведение вортигонтов в Episode Two, были высоко оценены критиками.

## Разное
Имя в консоли:
- в Half-Life и дополнениях: monster_alien_slave
- в Half-Life 2 и продолжениях: npc_vortigaunt